# Midnight Hawks
Midnight Hawks – zespół akrobacyjny sił powietrznych Finlandii założony w 1997 roku w bazie wojskowej w Kauhavie. Zespół od początku wykorzystuje samoloty szkolne BAE Hawk, które nie posiadają barw zespołu ponieważ samoloty na co dzień służą w Fińskich siłach powietrznych jako samoloty szkoleniowe. W przeddzień każdych pokazów na samolotach nanoszone są numery od 1 do 4 oraz 7 na samolocie awaryjnym.

## Załoga w 2023[1]
Liderem zespołu jest kapitan Juho Tervahartiala. Kapitan Joonas Sunnari będzie latał na prawym skrzydle. Ville Kirijatshenko i Petteri Wahlgren dołączą do formacji kolejno na lewym skrzydle i na pozycji slot. Kapitan Lauri Lappalainen dołączy do zespołu jako nowy członek. W sezonie 2023 Lappalainen będzie pełnił rolę nr. 7 czyli będzie odpowiedzialny za prowadzenie występów, muzykę i produkcję zespołu w mediach społecznościowych. Kapitan Oskari Tähtinen, który latał na pozycji nr. 4 w poprzednich latach przeniesie się do roli opiekuna zespołu. 
Starszy oficer techniczny, starszy sierżant Lasse Ahlgren, jest odpowiedzialny za inspekcje przed lotem i konserwację czterech samolotów pokazowych i jednego rezerwowego. W tym zadaniu pomaga mu sześcioosobowa załoga obsługi technicznej samolotów z Eskadry Obsługi Samolotów.

### Członkowie
- dowódca Kapitan Juho Tervahartial
- lewe skrzydło Kapitan Ville Kirijatshenko
- prawe skrzydło Kapitan Joonas Sunnari
- zamykający Kapitan Petteri Wahlgren
- komentator / Rookie Kapitan Lauri Lappalainen
- supervisor Kapitan Oskari Tähtinen
- dyrektor techniczny Starszy oficer techniczny, starszy sierżant Lasse Ahlgren

## Załoga w 2022[2]
W sezonie 2022 drużynę prowadzi kapitan Juho Tervahartiala. Przeszedł on na pozycję lidera z prawego skrzydła. Na lewym skrzydle kapitan Jussi Nokso leci samolotem numer 2, a w slocie kapitan Oskari Tähtinen numer 4. Na prawym skrzydle, jako numer 3 w składzie, jest kapitan Joonas Sunnari, który awansował do tej roli z komentatora. W tym sezonie Midnight Hawks mają podwójną siódemkę, ponieważ skład uzupełnili dwaj przyszli piloci pokazowi: kapitan Petteri Wahlgren i kapitan Ville Kirijatshenko.
Nowym kierownikiem zespołu zostaje dotychczasowy lider, kapitan Vesa Loukko.

### Członkowie
- dowódca kapitan Juho Tervahartiala
- lewe skrzydło kapitan Eero Mannismäki
- prawe skrzydło kapitan Joonas Sunnari
- zamykający kapitan Oskari Tähtinen
- komentatorzy / Rookie kapitan Ville Kirijatshenko, kapitan Petteri Wahlgren
- supervisor kapitan Vesa Loukko
- dyrektor techniczny bd

## Załoga w 2021[3]
W 2021 roku kontynuującymi pilotami Midnight Hawks z poprzedniego sezonu są lider zespołu, kapitan Midnite 1 Vesa Loukko, kapitan Midnite 3 Juho Tervahartiala na prawym skrzydle lidera i kapitan Midnite 4 Oskari Tähtinen na pozycji slot. Nowym członkiem zespołu jest Midnite 2 latający na lewym skrzydle, kapitan Jussi Nokso, który przeszedł na to stanowisko z roli komentatora. Najnowszymi członkami personelu wsparcia naziemnego Midnight Hawks są nowy komentator kapitan Joonas Sunnari jako Midnite 7 i major Midnite 0 Teemu Mahlamäki, który jest supervisorem. Porucznik Marko Nieminen nadal pełni funkcję kierownika technicznego

### Członkowie
- dowódca kapitan Vesa Loukko
- lewe skrzydło kapitan Jussi Nokso
- prawe skrzydło kapitan Juho Tervahartiala
- zamykający kapitan Oskari Tähtinen
- komentator / Rookie kapitan Joonas Sunnari
- supervisor major Teemu Mahlamaki
- dyrektor techniczny kapitan Marko Nieminen

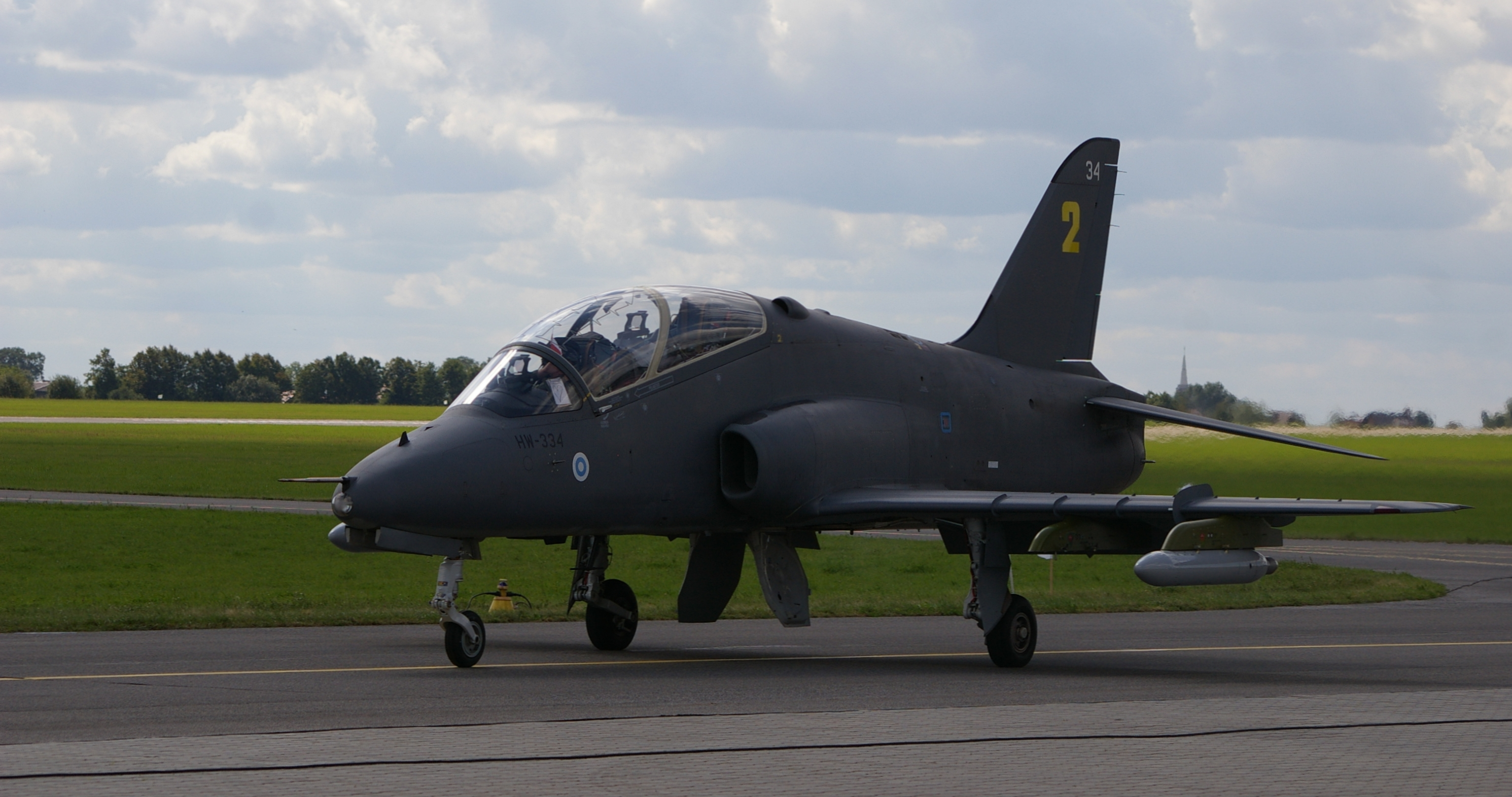
BAE Hawk w barwach Midnight Hawks

## Załoga w 2020[4]
W zespole pokazowym 2020 pozostają: kapitan Vesa Loukko, lider zespołu nr 1, kapitan Eero Mannismäki, nr 2 lewe skrzydło i kapitan Juho Tervahartiala, nr 3 prawe skrzydło. Nowym członkiem zespołu jest kapitan Oskari Tähtinen, nr 4 na pozycji slota. W zeszłym roku Tähtinen był komentatorem zespołu. Nowym komentatorem zespołu jest Kapitan Jussi Nokso. Oficerem technicznym zespołu został Kapitan Marko Nieminen. Kapitan Heikki Kankkio pracuje jako supervisor drugi sezon z rzędu.

### Członkowie
- dowódca kapitan Vesa Loukko
- lewe skrzydło kapitan Eero Mannismäki
- prawe skrzydło kapitan Juho Tervahartiala
- zamykający kapitan Oskari Tähtinen
- komentator / Rookie kapitan Jussi Nokso
- supervisor kapitan Heikki Kankkio
- dyrektor techniczny kapitan Marko Nieminen

## Załoga w 2019
Kapitan Vesa Loukko i kapitan Tapani Parvio. Nowi skrzydłowi to kapitan Juho Tervahartiala, który wcześniej był pilotem rezerwowym, oraz kapitan Eero Mannismäki, który latał na pokazie solowym.
Ponadto zespół nadzoruje kapitan Heikki Kankkio, który wcześniej był skrzydłowym, oraz nowy pilot rezerwowy Oskari Tähtinen. Misją Kankkio jest odpowiedzialność za płynność i bezpieczeństwo wykonania lotu. Tähtinen to szkolący się pilot Midnight Hawks, który na razie będzie odpowiedzialny za komentowanie pokazów z ziemi.
Członek Midnight Hawks numer 10, kierownik techniczny, kapitan Kimmo Hantula, jest odpowiedzialny za obsługę i konserwację czterech samolotów Hawk i jednej maszyny zapasowej. Samoloty obsługuje zespół sześciu specjalistów awioniki z Aviation Engineering Squad 41.

### Członkowie
- dowódca kapitan Vesa Loukko
- lewe skrzydło kapitan Eero Mannismäki
- prawe skrzydło Kapitan Juho Tervahartiala
- zamykający kapitan Tapani Parvio
- komentator / Rookie Kapitan Oskari Tähtinen
- supervisor kapitan Heikki Kankkio
- dyrektor techniczny porucznik Kimmo Hantula

## Załoga w 2018
W skład grupy Midnight Hawks 2018 wchodzili dowódca, kapitan Marc Fuss, skrzydłowi kapitan Heikki Kankkio i kapitan Vesa Loukko oraz zamykający kapitan Tapani Parvio. Dodatkowo w skład grupy wchodzi generał dywizji Timo Koskiniemi i porucznik Juho Tervahartiala. Koskiniemi dbał o płynność i bezpieczeństwo pokazów z ziemi. Tervahartia jest szkolącym się pilotem, który oprócz przyuczania się do lotów akrobacyjnych zajmuje się komentowaniem pokazów z ziemi.

### Członkowie zespołu
- dowódca kapitan Marc Fuss
- lewe skrzydło kapitan Heikki Kankkio
- prawe skrzydło kapitan Vesa Loukko
- zamykający kapitan Tapani Parvio
- komentator / Rookie Porucznik Juho Tervahartiala
- supervisor Generał dywizji Timo Koskiniemi